# Sot de Querós
El Sot de Querós és un sot, o vall estreta i feréstega, del terme municipal de Sant Quirze Safaja, a la comarca del Moianès. Pertany al territori del poble rural de Bertí.
És a l'extrem oriental del terme, en el vessant meridional del Serrat de Querós i en el septentrional del Puig Descalç, a prop i a ponent de Cal Magre i de Sant Pere de Bertí. Es troba al sud-est del Sot de Bernils